# Grodkowice

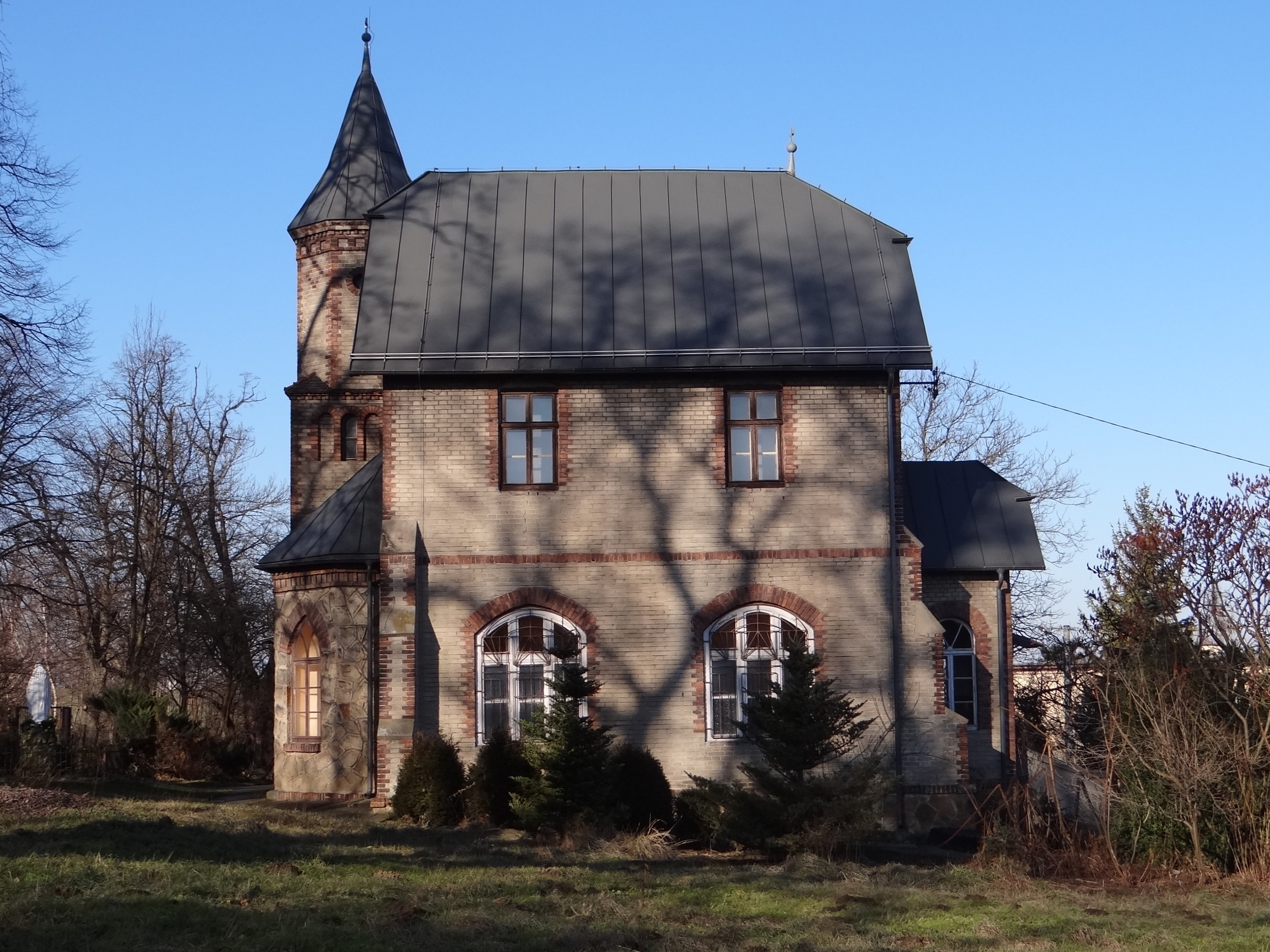
Ochronka w Grodkowicach

Grodkowice – wieś w Polsce położona w województwie małopolskim, w powiecie wielickim, w gminie Kłaj, około 25 km na południowy wschód od centrum Krakowa. Przed reformą administracyjną w 1999 roku należała do województwa krakowskiego.

## Położenie
Pod względem geograficznym znajdują się na Podgórzu Bocheńskim (południowa część Kotliny Sandomierskiej). W roku 2021 we wsi mieszkały 444 osoby, z czego 51.6% stanowiły kobiety, a 48.4% mężczyźni.

## Historia
Od czasów średniowiecza do pocz. XVII w. Grodkowice oraz sąsiadujące z nimi Brzezie były własnością rodu Zadorów. W Brzeziu zamieszkiwali Zadorowie zwani Lanckorońskimi, natomiast Grodkowice należały do spokrewnionych z nimi Zadorów nazywanych Bąkami lub Rozpierskimi (od piastowanego urzędu kasztelana rozpierskiego). Brzezie pojawia się w dokumentach w 1309 r.; wymieniono wówczas pierwszego znanego z imienia jego właściciela, Zbigniewa z Brzezia. Miejscowość ta z pewnością powstała dużo wcześniej; na podstawie informacji Długosza możemy wnioskować, że już co najmniej w latach 1208–1218 istniał w Brzeziu kościół.
Natomiast najstarsze wzmianki o Grodkowicach pochodzą z lat 1270 (Codex diplomaticus Poloniae) i 1380 (Kodeks dyplomatyczny katedry krakowskiej). Pierwszym znanym ich właścicielem jest wymieniony w 1389 r. w Księgach ziemskich krakowskich niejaki Pakosz, procesujący się o Grodkowice ze swym krewnym z Brzezia. Po nim odziedziczył tę miejscowość jego syn, kasztelan rozpierski Zbigniew zwany Bąkiem, odnotowany po raz pierwszy w Księgach ziemskich krakowskich w 1398 r. i wymieniony w Rocznikach Długosza jako poseł Władysława Jagiełły do króla duńskiego w 1423 r.
Na początku XVI w., na krótki czas Grodkowice przeszły na własność Filipowskich a potem Cikowskich, by w 1519 r. drogą zakupu przez Zadorów-Lanckorońskich z Brzezia dołączyć do ich dóbr. W 1547 r. na okres 8 lat wydzierżawili oni te ziemie, w tym Grodkowice i Brzezie, królowej Bonie. W 1623 r. cały klucz z Brzeziem, Grodkowicami i kilkoma okolicznymi wioskami zakupił od Lanckorońskich, za cenę 80 000 florenów polskich, Stanisław Żeleński de Żelanka herbu Ciołek z Łucjanowic (Łuczanowic), syn Bartłomieja Żeleńskiego, starosty stężyckiego. Po jego śmierci nastąpił podział majątku pomiędzy synów: Grodkowice przypadły Marcjanowi (gałąź „starsza” rodu) a Brzezie z pozostałymi wioskami klucza – Stefanowi (gałąź "młodsza"). Poprzedni drewniany dwór w Grodkowicach wybudował ok. 1670 r. właśnie Marcjan Żeleński, który postanowił się tu przenieść z Łucjanowic, a że utracił wzrok więc kazał w Grodkowicach zbudować wierną kopię dworu łucjanowickiego „aby nie błądzić po pokojach”. Istniał on aż do 1902 roku, wówczas go rozebrano i wybudowano w tym miejscu nowy, murowany pałacyk, projektu architekta Teodora Talowskiego.
Żeleńscy wyznawali kalwinizm, który praktykowali w zborze w niedalekich Wiatowicach. Tam odbywano śluby i chrzty, tam też grzebano zmarłych. Trzeci z synów wspomnianego Stanisława Żeleńskiego, Samuel, został nawet w związku z wyznaniem zamordowany koło Krakowa podczas pogromów anty heretyckich w 1660 r. Żeleńscy z Grodkowic, w przeciwieństwie do linii z Brzezia pozostawali kalwinami dłużej, bo aż do pocz. XIX wieku kiedy to jeden z kolejnych potomków rodu, Marcjan Władysław, w 1828 r. pod wpływem matki i sióstr przeszedł na katolicyzm.
Tragicznie w dziejach rodziny zapisał się luty 1846 r., czas tzw. rzezi galicyjskiej, podczas której Marcjan Władysław Żeleński (ojciec kompozytora Władysława i dziad literata Tadeusza Boya-Żeleńskiego) został zamordowany przed swoim dworem przez chłopów z sąsiednich wsi. Miejsce to upamiętnia stojący do dziś w ogrodzie krzyż, który postawiła tu żona zamordowanego. Po Marcjanie Władysławie majątek przejął jeden z jego synów, Stanisław a po nim odziedziczył go Władysław (nie mylić z kompozytorem). Doprowadzili oni gospodarstwo do rozkwitu. Ostatnim przedwojennym właścicielem był syn Władysława, Karol Żeleński mieszkający tu ze swoją żoną, Węgierką z pochodzenia.

## Oświata
W okresie Polski Ludowej w ramach akcji tysiąc szkół na tysiąclecie Państwa Polskiego w Grodkowicach zbudowano szkołę.

## Zabytki
Obiekt wpisany do rejestru zabytków nieruchomych województwa małopolskiego.
- Zespół dworski: dwór, obora, piwniczka (serownik), park z fontanną z figurą. 
Pałac Żeleńskich zbudowany w 1902 r. według projektu Teodora Talowskiego[7].

Inne
- Dom zakonny z kaplicą i figurą Matki Boskiej, zbudowany w 1905 r. według projektu Jana Sas-Zubrzyckiego[8].

## Osoby związane z miejscowością
- Władysław Żeleński – kompozytor, pianista, ojciec Tadeusza Boya-Żeleńskiego;
- Tadeusz Boy-Żeleński – pisarz, poeta, działacz społeczny.